# Dangu
Dangu es una localidad y comuna francesa situada en la región de Alta Normandía, departamento de Eure, en el distrito de Les Andelys y cantón de Gisors.

## Demografía
| 412 | 394 | 519 | 515 | 610 | 589 |
| Para los censos de 1962 a 1999 la población legal corresponde a la población sin duplicidades (Fuente: INSEE [Consultar]) |     |     |     |     |     |

## Administración

### Entidades intercomunales
Dangu está integrada en la Communauté de communes Gisors Epte Lévrière . Además forma parte de diversos sindicatos intercomunales para la prestación de diversos servicios públicos:
- Syndicat de l'électricité et du gaz de l'Eure (SIEGE) .
- Syndicat intercommunal et interdépartemental de la vallée de l'Epte (SIIVE) .

### Riesgos
La prefectura del departamento de Eure incluye la comuna en la previsión de riesgos mayores por:
- Presencia de cavidades subterráneas.
- Riesgos derivados del transporte de mercancías peligrosas.
- Riesgos derivados de actividades industriales.
- Riesgos por inundaciones.